# František Šmahel
František Šmahel (ur. 17 sierpnia 1934 w Trhovej Kamenicy, zm. 5 stycznia 2025) – czeski historyk zajmujący się historią późnego średniowiecza, zwłaszcza początkami reformacji czeskiej, historią humanizmu, dziejami Uniwersytetu Karola oraz późnośredniowieczną filozofią.

## Życiorys
W 1953 roku ukończył gimnazjum w Chrudimiu.
Jest absolwentem Wydziału Filozoficznego Uniwersytetu Karola, który ukończył w 1959 roku. W 1963 r. uzyskał doktorat, a w 1965 r. tytuł CSc.
Jest członkiem Akademii Nauk Republiki Czeskiej, członkiem korespondentem British Academy (1997), Royal Historical Society (1997), Medieval Academy of America (2007) i honorowym członkiem American Historical Association (1996). W 2006 roku został członkiem Europejskiej Akademii Nauk i Sztuk Pięknych.
Współredaktor czasopisma Studia Mediaevalia Bohemica.

## Odznaczenia i wyróżnienia
W 2013 roku został laureatem prestiżowej czeskiej nagrody naukowej – Česká hlava. W 2002 roku został odznaczony Medalem Za Zasługi I stopnia.
W 1992 roku otrzymał honorowe obywatelstwo miasta Tabor, a w 2018 roku miasta Trhová Kamenice. Otrzymał także tytuł doktora honoris causa Uniwersytetu w Hradcu Králové (2006), Uniwersytetu Pardubickiego (2007) oraz Uniwersytetu Południowoczeskiego (2007).

## Twórczość
- Rewolucja husycka tom I: Okres wyrwany z ram
- Rewolucja husycka tom II: Korzenie czeskiej reformacji
- Rewolucja husycka tom III: Działania wojenne. ISBN 978-83-8178-373-6.